# Feministische geografie
Feministische geografie is een benadering in de sociale geografie waarin gebruikgemaakt wordt van theorieën en methoden uit het feminisme om de ruimtelijke, economische en sociaal-culturele ongelijkheid tussen mannen en vrouwen te bestuderen. Deze ongelijkheid werd gezien als het gevolg van de machts- en afhankelijkheidsrelaties tussen mannen en vrouwen.

## Ontstaan
In de Engelstalige wereld kritiseerden vrouwelijke sociaal-geografen in het begin van de jaren zeventig de dominantie van de man in de wetenschapsbeoefening. Zij constateerden dat de bijdragen van vrouwen aan het geografisch onderzoek niet alleen verwaarloosbaar was, maar ook, indien aanwezig, vrijwel genegeerd werd. Bestaande theoretische stromingen in de geografie waren volgens hen slechts ogenschijnlijk genderneutraal. De geografische kennis zou masculien of patriarchaal van karakter zijn.
In Nederland was de feministische geografie, vaak ook aangeduid als geografische vrouwenstudies, het (vertraagde) antwoord van sociaal-geografen op de tweede feministische golf aan het einde van de jaren zestig. Vanaf 1975 werd de belangstelling voor geografische vrouwenstudies groter. In 1978 verscheen het eerste artikel (Lokkerbol, 1978) en geleidelijk werd er bij de verschillende universitaire geografische opleidingen structureel aandacht besteed aan feministische geografie al bleef de positie van geografische vrouwenstudies marginaal.

## Verschillende benaderingen
Min of meer in chronologische volgorde onderscheidt men in de feministische geografie drie benaderingen:
Een rationeel of empirisch-feministische benadering. In deze opvatting is veel aandacht voor de als onrechtvaardig beschouwde ruimtelijke positie van vrouwen. Omdat vrouwen een ongelijke positie op de arbeidsmarkt hebben (zeker in de periode 1950-1980), zijn ook hun ruimtelijke mogelijkheden vaak beperkt. Hun actieradius was de woning en de directe omgeving. Door de functiescheiding tussen wonen en werken ondervonden vrouwen structurele belemmeringen bij het verkrijgen van toegang tot de arbeidsmarkt. In feite hadden de feministische geografen kritiek op de door mannen gedomineerde ruimtelijke planning, waar het belang van de mannelijke kostwinner voorop zou staan.
In de zogenaamde anti-rationalistische benadering worden de genderverschillen juist benadrukt als een mogelijkheid de heersende masculiene dominantie te doorbreken of te nuanceren. Mannen en vrouwen hebben nu eenmaal uiteenlopende ervaringswerelden. De specifieke ervaringen van vrouwen zouden meer benadrukt moeten worden om de ruimtelijke inrichting evenwichtiger te maken.
In de postrationele of postmoderne opvatting is gender niet langer het exclusieve vertrekpunt, maar wordt het gezien in samenhang met de verschillende ruimtelijke contexten. De positie van autochtone vrouwen in een universitaire werkomgeving is bijvoorbeeld onvergelijkbaar met die van laagopgeleide allochtone vrouwen in achterstandswijken. Het gaat dus om de analyse van de verschillende posities van vrouwen in uiteenlopende sociaal-ruimtelijke situaties.

## Huidige positie
De aandacht voor de onderdrukte positie van de vrouw uit de beginjaren van de feministische geografie heeft plaats gemaakt voor een bredere belangstelling voor de betekenis van verschillen in relatie tot niet alleen gender maar ook tot etniciteit, cultuur of religie. In het postmoderne geografische onderzoek staat de ‘ander’ in de samenleving centraal. Een feministische zienswijze is zo een van de mogelijke benaderingen om de positie van onderdrukte groepen te onderzoeken.